# 牙买加呕吐病
牙買加嘔吐病（英語：Jamaican vomiting sickness）亦稱為中毒性低血糖綜合症（THS） ，急性阿開木果中毒症或阿開木果中毒症 ，是一種由次甘氨酸A 和次甘氨酸Ｂ所引起的急性疾病，它們存在於阿開木（西非荔枝）的果實。 在完全成熟的阿開木果假種皮中，次甘氨酸 A 的含量低於 0.1 ppm，但在未成熟的假種皮中，則可能超過 1000 ppm，進而導致嘔吐甚至死亡。 此種症狀經常發生於加勒比海和西非的國家。

## 症狀
大約在食用後2至6小時毒性發作，中毒症狀通常為急性嘔吐，並可能產生出汗、呼吸急促、心跳過快、頭痛、全身無力、感覺異常和精神狀態紊亂等狀況，在更嚴重的情況下可能會導致嚴重脫水、癲癇發作、昏迷和死亡。

## 毒素來源
阿開木（亦稱為西非荔枝）的假種皮、種子和外殼。

## 管制
由於其可能引發的症狀，美國食品藥品監督管理局(FDA)針對阿開木果的進口有所管制，除了許可名單內的成員，其餘搜查到的阿開木果皆予以扣留，而欲加入至許可名單須提出文件以證明欲輸入的阿開木果皆為已成熟的果實並且不含種子或果皮。